# مسقط رأس تشا تشا تشا
مسقط رأس تشا تشا تشا (بالكورية: 갯마을 차차차) يعرف بي "رقصة الحب الساحلية)؛ هو مسلسل تلفزيوني كوري جنوبي لعام 2021. انه نسخة جديدة لفيلم كوري جنوبي لعام 2004 "السيد هاندي" أو "السيد هونغ"،  عرض على قناة تي في إن في 28 أغسطس 2021 ، تم بثه كل يوم السبت والأحد في الساعة 21:00 بتوقيت كوريا الجنوبية، وهو متاحاً عالمياً على شبكة نتفليكس.
حقق المسلسل نجاحًا تجاريًا وأصبح واحدًا من أعلى المسلسلات تصنيفًا في تاريخ تلفزيون الكابل (القنوات الخاصة) ، كما تصدر 8 أسابيع، وحققت الحلقة الأخيرة من المسلسل 12.665% على الصعيد الوطني، مايقارب 3.2 مليون مشاهدة.

## القصة
قصة حب تدور أحداثها في قرية كونجين الساحلية.
“يون هي جين” طبيبة أسنان، انتهى بها المطاف بالانتقال إلى قرية كونجين الساحلية، هناك  تلتقي بـي “هونغ دو سيك”، وهو شاب وسيم وذكي، عاطل عن العمل، لكنه رقيق وعطوف ويحب مساعدة الأخرين.

## بطولة

### رئيسي
- كيم سيون هو بدور هونغ دو شيك.

وهو معروف باسم السيد هونغ، إنه عاطل عن العمل رسميًا، يبدو مشغول دائمًا، لكنه يمد يد العون للجميع، إنه جيد في كل شيء، أنه يساعد في أي مهام عشوائية يحتاج جيرانه إلى المساعدة فيها.
- شين مين آه بدور يوون هاي جين.

طبيبة أسنان مثالية وطموحة ينتهي بها الانتقال إلى جونججين.
- لي سانغ يي في دور جي سيونغ هيون.

مدير إنتاج مدمن على العمل وله شخصية مشرقة.

## المشاهدات
| الموسم | الموسم | رقم الحلقة | رقم الحلقة | رقم الحلقة | رقم الحلقة | رقم الحلقة | رقم الحلقة | رقم الحلقة | رقم الحلقة | رقم الحلقة | رقم الحلقة | رقم الحلقة | رقم الحلقة | رقم الحلقة | رقم الحلقة | رقم الحلقة | رقم الحلقة | المتوسط |
| الموسم | الموسم | 1          | 2          | 3          | 4          | 5          | 6          | 7          | 8          | 9          | 10         | 11         | 12         | 13         | 14         | 15         | 16         | المتوسط |
| ------ | ------ | ---------- | ---------- | ---------- | ---------- | ---------- | ---------- | ---------- | ---------- | ---------- | ---------- | ---------- | ---------- | ---------- | ---------- | ---------- | ---------- | ------- |
|        | 1      | 1.670      | 1.624      | 2.126      | 2.232      | 2.490      | 2.593      | 2.321      | 2.106      | 2.397      | 2.978      | 2.438      | 2.776      | 2.459      | 3.013      | 2.652      | 3.237      | 2.444   |

وصلت الحلقة الرابعة نسبة 8.7% مع ذروة 10.1، % وفي العاصمة بنسبة 9.3% مع الذروة 10.9% ، مايقارب 2.2 مليون مشاهدة على مستوى البلاد، تجاوزت مشاهدات مسلسل قاضي الشيطان ، والذي كان يبث في نفس الفترة.
حققت الحلقة الأخيرة من المسلسل نسبة 12.665% ، حوالي 3.2 مليون مشاهد، لتصبح انجح الأعمال الدراميه الكورية لهذا العام، والاعلى تصنيفًا لقناة تي في إن لهذا العام، بجانب ملكي ، فينتشنزو.
| الحلقة | تاريخ البث الأصلي | متوسط حصة الجمهور (AGB Nielsen) | متوسط حصة الجمهور (AGB Nielsen) |
| الحلقة | تاريخ البث الأصلي | على الصعيد الوطني               | سيئول                           |
| ------ | ----------------- | ------------------------------- | ------------------------------- |
| 1      | 28 أغسطس 2021     | 6.821%                          | 6.821%                          |
| 2      | 29 أغسطس 2021     | 6.666%                          | 6.687%                          |
| 3      | 4 سبتمبر 2021     | 8.733%                          | 9.002%                          |
| 4      | 5 سبتمبر 2021     | 8.742%                          | 9.319%                          |
| 5      | 11 سبتمبر 2021    | 9.996%                          | 10.940%                         |
| 6      | 12 سبتمبر 2021    | 10.270%                         | 11.038%                         |
| 7      | 18 سبتمبر 2021    | 9.102%                          | 9.328%                          |
| 8      | 19 سبتمبر 2021    | 8.145%                          | 8.472%                          |
| 9      | 25 سبتمبر 2021    | 9.067%                          | 9.948%                          |
| 10     | 26 سبتمبر 2021    | 11.397%                         | 12.432%                         |
| 11     | 2 أكتوبر 2021     | 9.299%                          | 9.935%                          |
| 12     | 3 أكتوبر 2021     | 10.723%                         | 11.649%                         |
| 13     | 9 أكتوبر 2021     | 9.171%                          | 9.396%                          |
| 14     | 10 أكتوبر 2021    | 11.643%                         | 12.477%                         |
| 15     | 16 أكتوبر 2021    | 10.347%                         | 10.535%                         |
| 16     | 17 أكتوبر 2021    | 12.665%                         | 13.322%                         |
| المعدل | المعدل            | 9.549%                          | 10.081%                         |

## الإنتاج

### صناعة
- تخطيط الانتاج  : كيم يونغ كيو (S.D).
- المساهم : نتفليكس.
- فريق العمل : GT:st لقسم إستوديو دراغون.
- كتابة وأخراج : المسلسل  من كتابة شين ها أون التي كتبت مسلسل المتجوج المهرج لعام 2019 ومن أخراج يوو جي وون الذي عمل على إخراج مسلسلات مثل : يا شبحي ، الهاوية ، مرحبا وداعا ماما وغيرها.[22][23]

أعلن عن المسلسل، لأول مرة في 21 ديسمبر 2020 تحت أسم هونغ بانج جانغ بجانب الكشف ان الممثلة شين مين اه وكيم سيون هو للأدوار الرئيسية.

### التصوير
عُقدت القراءة الأولى للسيناريو في 21 أبريل 2021 ، وكان من المقرر أن يبدأ التصوير في 8 مايو.
صور المسلسل بشكل رئيسي في منطقة بوهانغ.

## روابط خارجية
- مسقط رأس تشا تشا تشا على موقع IMDb (الإنجليزية)
- مسقط رأس تشا تشا تشا على موقع روتن توميتوز (الإنجليزية)
- مسقط رأس تشا تشا تشا على موقع نتفليكس (الإنجليزية)
- مسقط رأس تشا تشا تشا على موقع كينوبويسك (الروسية)
- مسقط رأس تشا تشا تشا على موقع قاعدة بيانات الفيلم (الإنجليزية)
- مسقط رأس تشا تشا تشا على هانسينما